# Журавльов Євген Степанович
Євген Степанович Журавльов (рос. Евгений Степанович Журавлёв; нар. 21 березня 1939, Москва, СРСР) — радянський футболіст, лівий півзахисник та центральний форвард, майстер спорту СРСР. У вищій радянській лізі виступав за московські клуби ЦСКА та «Торпедо».

## Життєпис
Народився в Москві, росіянин, член ВЛКСМ, закінчив 8 класів. Розпочав займатися футболом у тренера Костянтина Бескова у школі ФШМ разом з іншими майбутніми футболістами вищої ліги 1939 року народження: Віктором Шустіковим, Валерієм Короленковим, Олегом Сергєєвим.
1958 року грав за дубль московського «Динамо». Після цього до 1963 року служив у Радянській Армії, перебуваючи у складі ЦСКА. У 1959 провів за ЦСКА лише 3 матчі, у 1960 році не потрапляв до основного складу.
З приходом у 1961 до ЦСКА тренера Бєскова, який тренував Журавльова у дитячій команді ФШМ, став гравцем основного складу. Грав на позиції лівого півзахисника. 8 травня 1961 року відзначився першим голом у вищій лізі, відкрив рахунок у матчі з московським «Динамо», потужер пробив по воротах Лева Яшина, звільнившись від опіки Ігора Численка. ЦСКА лідирував у першій половині сезону у своїй підгрупі, забивши найбільше м'ячів, а Євгена Журавльова називали одним з молодих лідерів команди, разом з В'ячеславом Амбарцумяном та Володимиром Федотовим. У другій половині сезону журналісти відзначали втому у грі всієї команди і в тому числі серед трійці цих молодих гравців, зокрема Євген Журавльов захоплювався грою в атаці на шкоду обороні. Наприклад, у матчі зі «Спартаком» віддав гольовий пас на Кирила Дороніна, але в обороні постійно втрачав свого візаві Галімзяна Хусаїнова, який забив і віддав гольовий пас, а ЦСКА програв. У фінальному етапі ЦСКА грав невдало, програвши кілька матчів сильно поспіль, а Журавльов втрачав м'яч та був пасивним у відборі, допускав метушливість та брак. Внаслідок спаду команди ЦСКА посів 4-е місце й не здобув медалей.
У сезоні 1962 року, у другий та останній сезон Бескова в ЦСКА, той випускав Журавльова на позиції центрального форварда. Але на вище вказаній позиції Євген Журавльов грав не надто вдало, завдав сильних, але не точних ударів. Своїм єдиним у вище вказаному сезоні й останнім голом за армійців відзначився в жовтні, красивим ударом у нижній кут у матчі з московським «Торпедо». Всього за ЦСКА провів 47 матчів та відзначився 3-ма голами.
1 червня 1963 року прийнятий у ЗіЛ на посаду інструктора фізкультури. Цього року провів 8 матчів у вищій лізі за московське «Торпедо». Звільнився 18 грудня 1963 року за власним бажанням.
У 1964—1968 роках грав у нижчих лігах за «Дніпро», «Зорю», дубль «Локомотива», «Волгу» та «Сатурн».